# نسبة فضية

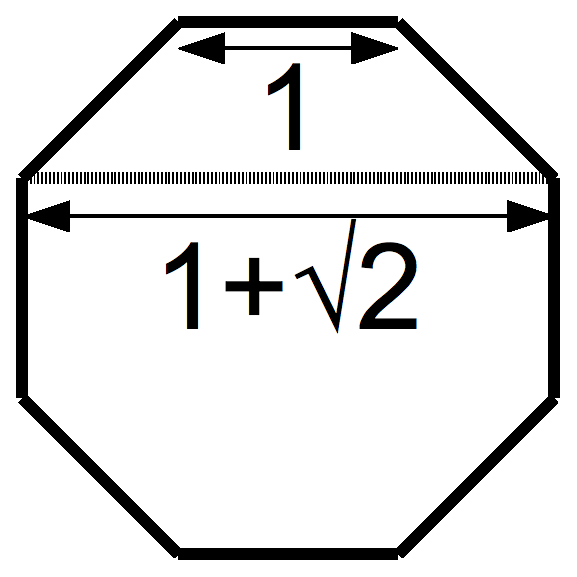

في الرياضيات، النسبة الفضية أو العدد الفضي هو ثابت رياضياتي يساوي {\displaystyle {1+{\sqrt {2}}}} ويقارب 2.414
و هو عدد أصم غير كسري. وسمي عددا فضيا إشارة إلى بانه «اقل مقاما من العدد الذهبي». وهو حل للكسر الغير المنتهي:
{\displaystyle \delta _{S}=2+{\cfrac {1}{2+{\cfrac {1}{2+{\cfrac {1}{2+\ddots }}}}}}\,.}

## خاصياته
- هو الحل للمعادلة:{\displaystyle {\frac {2a+b}{a}}={\frac {a}{b}}\equiv \delta _{S}\,.}
- δ²-2δ=1

## استعمالته

### ابعاد الاوراق
تكون أبعاد الأوراق من نوع ISO 216 كـA4 أبعاد {\displaystyle {\sqrt {2}}:1} لذلك تسمى مستطيلات فضية فالنسبة بين ابعداها تساوي النسبة الفضية ناقص واحد.
من خاصيات هذه المستطيلات أن النسبة بين عرضه وطوله تساوي النسبة بين نصف طوله وعرضه من خلال هذه الخاصية A2 و A3 و حجم الورق متشابهان من حيث النسبة بين الطول والعرض.